# Callioratis mayeri
Callioratis mayeri is een vlinder uit de familie spanners (Geometridae). De wetenschappelijke naam van deze soort is voor het eerst geldig gepubliceerd in 2001 door Staude.
De soort komt voor in tropisch Afrika.